# Communauté de communes de Leins Gardonnenque
La communauté de communes de Leins Gardonnenque est une ancienne communauté de communes française, située dans le département du Gard et la région Occitanie.

## Composition
La communauté de communes comprenait 14 communes :
| Nom                               | Code Insee | Gentilé         | Superficie (km2) | Population (dernière pop. légale) | Densité (hab./km2) |
| --------------------------------- | ---------- | --------------- | ---------------- | --------------------------------- | ------------------ |
| Saint-Geniès-de-Malgoirès (siège) | 30255      | Mediogozins     | 11,54            | 2 959 (2014)                      | 256                |
| Domessargues                      | 30104      | Domessarguois   | 7,32             | 671 (2014)                        | 92                 |
| Fons                              | 30112      | Fonsois         | 9,28             | 1 347 (2014)                      | 145                |
| Gajan                             | 30122      | Gajanais        | 10,91            | 695 (2014)                        | 64                 |
| Mauressargues                     | 30163      | Mauressargois   | 5,85             | 147 (2014)                        | 25                 |
| Montagnac                         | 30354      | Montagnacois    | 8,68             | 233 (2014)                        | 27                 |
| Montignargues                     | 30180      | Montignargais   | 4,46             | 620 (2014)                        | 139                |
| Moulézan                          | 30183      | Moulézanais     | 11,39            | 636 (2014)                        | 56                 |
| Moussac                           | 30184      | Moussacois      | 7,40             | 1 364 (2014)                      | 184                |
| Parignargues                      | 30193      | Parignargois    | 11,01            | 550 (2014)                        | 50                 |
| La Rouvière                       | 30224      | Roviérois       | 7,90             | 593 (2014)                        | 75                 |
| Saint-Bauzély                     | 30233      | Bauzélyens      | 5,00             | 578 (2014)                        | 116                |
| Saint-Mamert-du-Gard              | 30281      | Saint-Mamertois | 14,35            | 1 600 (2014)                      | 111                |
| Sauzet                            | 30313      | Sauzetiers      | 6,70             | 737 (2014)                        | 110                |

Le président de la communauté de communes était M. Michel Martin, maire de Saint-Geniès-de-Malgoirès.
Elle était comprise dans le Pays Garrigues et Costières de Nîmes.

## Histoire
Elle est dissoute le 31 décembre 2016 et douze de ses communes rejoignent Nîmes Métropole,. Parignargues rejoint la communauté de communes du Pays de Sommières et Moussac adhère à la communauté de communes Pays d'Uzès.